# Землетрус на горі Тай
Землетрус на горі Тай (спрощ.: 泰山震) — перший зареєстрований землетрус у світовій історії.
Землетрус стався в районі гори Тай у сьомий рік правління імператора Фа з династії Ся. Відповідно до сучасної історіографії подія датується 1831 або 1731 роком до н. е..